# La Mal Coiffée (groupe vocal)
 (janvier 2024).
Il peut être nécessaire de l'améliorer pour respecter le principe de neutralité de point de vue. Veuillez consulter la page de discussion pour plus de détails.

La Mal Coiffée est un groupe vocal français composé de quatre femmes : Myriam Boisserie, Marie Coumes, Laetitia Dutech, et Karine Berny, basé dans le Minervois, entre l'Aude et l'Hérault.

## Biographie
Leur répertoire de « chansons languedociennes » est de langue occitane. Le quatuor interprète des chants populaires occitans et des poésies  en leur apportant une touche personnelle avec l'aide de Laurent Cavalié (Du Bartàs) avec pour seul accompagnement des percussions. Depuis 2007, La Mal Coiffée a sorti sept albums : Polyphonies occitanes, A l'agacha, Òu! Los òmes!, L'embelinaire, ...E los leons, Roge et Roge caparrut,.
Le groupe s'est produit en France et bien sur en Occitanie dans de nombreux festivals (Planète Musique à Paris, Les vieilles charrues, Sziget Festival à Budapest, Les Suds à Arles, Estivada de Rodez, Jeudis de Perpignan, Festival Occitania de Toulouse, Festival de Carcassonne, Rencontres de chants polyphoniques de Calvi, Babel Med Music à Marseille, Fira del arrel tradicional à Manresa, ...) et sur diverses scènes (Cité de la musique à Nanterre, Théâtre de Narbonne, Le Nouveau pavillon de Bouguenais, La Carène à Brest, Théâtre de Bayonne...). Elles ont également fait une tournée en Mongolie en août 2008 avec l'association des « Champs de l'homme ».
En 2014, elles sortent leur 4e album L'embelinaire, composé de 12 poèmes de Jean-Marie Petit et Léon Cordes mis en musique par Laurent Cavalié. En juin 2017 La Mal Coiffée tourne avec un nouveau spectacle ...E los leons (paroles et musique Laurent Cavalié) librement inspiré de l'ouvrage Diotime et les lions d'Henri Bauchau (éditions Actes sud). 
Le groupe est édité par le label musical Sirventés.